# Bibliografia sobre Fiódor Dostoiévski
Bibliografia sobre Fiódor Dostoiévski reúne bibliografia sobre Fiódor Dostoiévski, tanto aquelas citadas no artigo principal e nos artigos de suas obras, como as não citadas. Difere de Bibliografia de Fiódor Dostoiévski, porque esta última contém a bibliografia produzida por Dostoévski, enquanto a presente página apresenta bibliografia de outros autores sobre Dostoiévski.

## Estudos

### Em língua portuguesa
Em português no original
- Drucker, Claudia (2006). A palavra nova: o diálogo entre Nelson Rodrigues e Dostoiévski. Brasília: Editora UNB. ISBN 978-85-230-1243-4
- Pondé, Luiz Felipe (2013). Crítica e Profecia: A Filosofia da Religião Em Dostoiévski. [S.l.]: LeYa. ISBN 978-8580448603

Traduções para o português
- Bakhtin, Joseph (1997). Problemas da poética de Dostoiévski. São Paulo: Editora  Forense Universitária. ISBN 978-8521804529

### Em línguas estrangeiras

#### Em inglês
Em inglês no original
- Davison, Ray (1997). Camus: The Challenge of Dostoevsky. [S.l.]: University of Exeter Press. ISBN 978-0859895316
- Frank, Joseph (1976). Dostoevsky v.I: The Seeds of Revolt, 1821-1849. Princeton: Princeton University Press. ISBN 0-691-06260-9
- Frank, Joseph (1983). Dostoevsky v.II: The Years of Ordeal, 1850-1859. Princeton: Princeton University Press. ISBN 0-691-06576-4
- Frank, Joseph (1986). Dostoevsky v.III: The Stir of Liberation, 1860-1865. Princeton: Princeton University Press. ISBN 978-0-691-01452-4
- Frank, Joseph (1995). Dostoevsky v.IV: The Miraculous Years, 1865-1871. Princeton: Princeton University Press. ISBN 978-0-691-04364-7
- Frank, Joseph (2003). Dostoevsky v.V: The Mantle of the Prophet, 1871-1881. Princeton: Princeton University Press. ISBN 0-691-11569-9
- Grossman, Leonid Petrovich (1975). Dostoevsky: A Biography His Life and Work. [S.l.]: Bobbs-Merrill. ISBN 978-0672519123
- JACKSON, Robert Louis. Dialogues with Dostoevsky: The Overwhelming Questions. Stanford University Press, 1993. ISBN 0804721203, ISBN 9780804721202
- Kaufmann, Walter (1975). Existentialism from Dostoevsky to Sartre. [S.l.]: New American Library. ISBN 0-452-00930-8
- Lavrin, Janko (2005). Dostoevsky: A Study. [S.l.]: Kessinger Publishing. ISBN 978-1-4179-8844-0
- Mochulsky, Konstantin (1971). Dostoevsky: His Life and Work. Princeton: Princeton University Press. ISBN 978-0691012995
- Scanlan, James P. (2002). Dostoevsky the Thinker: A Philosophical Study. Nova Iorque: Cornell University Press. ISBN 978-0-8014-3994-0
- SCHNAIDERMAN, Boris. Dostoiévski - Prosa Poesia. Perspectiva, São Paulo, 1982. ISBN 978-8527304290

Traduções para o inglês

#### Em francês
- CATTEAU, Jacques. La Création littéraire chez Dostoïevski', Paris, Institut d'études slaves, 1978. ISBN 2720401420
- LARANGÉ, Daniel S. Récit et foi chez Fédor M. Dostoïevski. Contribution narratologique et théologique aux "Notes d'un souterrain". Paris-Turin-Budapest, éd. L'Harmattan, 2002. ISBN 2747518450
- MARINOV, Vladimir.Figures du crime chez Dostoïevski. Paris, Puf, 2000. ISBN 978-2130431732
- MESSAOUDI, Abderhamen. La transversalité du thème religieux dans Les Démons (ou les Possédés) de Dostoïevski, Paris, Éditeur Indépendant, 2006.  ISBN 2353350062

#### Em alemão
- Bohatec, Josef (1951). Der Imperialismusgedanke und die Lebensphilosophie Dostojewskijs. [S.l.: s.n.]

#### Em espanhol
- MARTÍNEZ, Isabel. Dostoievski frente al nihilismo. In. Cuenta y Razón. Madrid: FUNDES, n.24, 2002. ISSN 1989-2705. URL: http://www.cuentayrazon.org/revista/pdf/124/Num124_006.pdf

## Artigos científicos

### Em português
- Silva, Gabriela Dutra da; Brito, Luciana (2014). «O Muro do Subsolo: A Metamorfose» (PDF). Revista Estação Literária da Universidade Estadual de Londrina. 12 (jan.): 511 - 522

### Em outras línguas
- Bloshteyn, Maria (2001). «Dostoevsky and the Beat Generation». Canadian Review of Comparative Literature/Revue Canadienne de Littérature Comparée. 28 (2-3): 218-243. ISSN 1913-9659
- Denby, David (2012). «Can Dostoevsky Still Kick You in the Gut?». The New Yorker. 11 (jan.): 511 - 522
- Hackel, Sergei (1968). «Raskolnikov through the Looking-Glass: Dostoevsky and Camus's "L'Etranger"». Contemporary Literature. 9 (2): 189-209. doi:10.2307/1207491
- Karoblis, Gediminas (2015). «Dance and Dizziness: Knut Hamsun's and Fyodor Dostoyevsky's Kinesthetic Imagination of Collapse». Dance Chronicle. 38 (2): 161-178. doi:10.1080/01472526.2015.1042255
- Pal, Shraddha (2015). «Encountering Self as Another: The Motif of Double in Dostoevsky's Novel "The Double" and Jose Saramago's Novel "The Double"». Research Scholar. 3 (II): 434-438. ISSN 2320-6101
- Riemer, Neal (1964). «Philosophical Anthropology and Dostoevsky's "Legend of the Grand Inquisitor"». The Review of Politics. 26 (Jul. 3.): 353-377
- Sandoz, Ellis (1957). «Some Reflections on the Grand Inquisitor and Modern Democratic Theory». Ethics. 67 (Jul. 4.): 249-256
- Thefreelibrary (2014). «The anguish of God's lonely men: Dostoevsky's underground man and Scorsese's Travis Bickle». The Free Library.

## Ainda não classificados
- LORENZOTTI, Elizabeth. Dostoiévski, jornalista. Entretextos. Universidade de São Paulo. 2007. Consultado em 11 de janeiro de 2015. Disponivel em http://www.usp.br/cje/entretextos/exibir.php?texto_id=24 , consultado em 08.09.2017.
- Morson, Gary Saul (2017). Fyodor Dostoyevsky. In. Encyclopædia Britannica. [S.l.: s.n.]